# Tønder Provsti
Tønder Provsti er et provsti i Ribe Stift.  Provstiet ligger i Tønder Kommune.
Tønder Provsti består af 30 sogne med 32 kirker, fordelt på 14 pastorater.

## Pastorater
| Pastorater i Tønder Provsti | Pastorater i Tønder Provsti  | Pastorater i Tønder Provsti       |
| --------------------------- | ---------------------------- | --------------------------------- |
| Abild Pastorat              | Agerskov-Branderup Pastorat  | Ballum Pastorat                   |
| Bedsted Pastorat            | Brøns-Vodder-Rejsby Pastorat | Døstrup-Mjolden-Rømø Pastorat     |
| Højer-Daler Pastorat        | Hostrup-Højst Pastorat       | Løgumkloster Pastorat             |
| Nørre Løgum Pastorat        | Skærbæk Pastorat             | Toftlund-Arrild-Tirslund Pastorat |
| Tønder Pastorat             | Visby Pastorat               |                                   |

## Sogne
| Sogne i Tønder Provsti | Sogne i Tønder Provsti | Sogne i Tønder Provsti |
| ---------------------- | ---------------------- | ---------------------- |
| Abild Sogn             | Agerskov Sogn          | Arrild Sogn            |
| Ballum Sogn            | Bedsted Sogn           | Branderup Sogn         |
| Brede Sogn             | Brøns Sogn             | Daler Sogn             |
| Døstrup Sogn           | Emmerlev Sogn          | Hjerpsted Sogn         |
| Hostrup Sogn           | Højer Sogn             | Højst Sogn             |
| Løgumkloster Sogn      | Mjolden Sogn           | Møgeltønder Sogn       |
| Nørre Løgum Sogn       | Randerup Sogn          | Rejsby Sogn            |
| Rømø Sogn              | Sønder Skast Sogn      | Skærbæk Sogn           |
| Tirslund Sogn          | Toftlund Sogn          | Tønder Sogn            |
| Ubjerg Sogn            | Visby Sogn             | Vodder Sogn            |